# Florian Richter
Florian Richter (* 16. April 1964 in München) ist ein deutscher Regisseur, Drehbuchautor und Produzent.
Richter ist der Sohn von Jochen Richter und Bruder von Jörg Richter und Laura Wachauf. Richter studierte an der Hochschule für Fernsehen und Film München in der Abteilung Regie / Film und Fernsehspiel. Das Drehbuchschreiben erlernte er von Peter Märthesheimer.
Richter ist mit der US-amerikanisch-deutschen Schauspielerin Carin C. Tietze verheiratet, hat zwei Kinder und lebt in Berg am Starnberger See.

## Filmographie (Auswahl)
- 1984: Morgen in Alabama (Unitmanager)
- 1985: Der Formel Eins Film (Regieassistent)
- 2000: Liebe pur
- 2002: Zimmer der Angst
- 2007: Der Bergdoktor (Fernsehserie)
- 2008: Forsthaus Falkenau (Fernsehserie)
- 2009: SOKO Kitzbühel (Fernsehserie)
- 2010: Wir sind Österreich
- 2014: Alois Alzheimer – Verloren im Vergessen
- 2016: Your Street, My Stage
- 2018: Christmas: The Story Behind the Traditions
- 2018: Der letzte Tanz